# Nowe Oborzyska
Nowe Oborzyska – wieś w Polsce położona w województwie wielkopolskim, w powiecie kościańskim, w gminie Kościan.
Skrajem wsi przebiega linia kolejowa Wrocław-Poznań. 
Wcześniej nie wyróżniano Nowych Oborzysk i Starych. W 1337 roku wzmiankowano Mikołaja z Oborzyska. W latach 1580–81 majątek był w rękach Sulockich. W XVII wieku właścicielem była rodzina Zbyszewskich, a w 1845 zapisano Gottloba Schulza. Pod koniec XIX wieku oprócz nazwy Oborzyska funkcjonowały: Oborzysko i Obrzysko oraz niemieckie Neu-Oborzysk. Wieś leżała wtedy w powiecie kościańskim. Domena Neu-Oborzysk obejmowała wtedy 15 domów oraz liczyła 129 mieszkańców (z czego 94 wyznania katolickiego). We wsi znajdował się domek strażniczy. W latach 1975–1998 miejscowość administracyjnie należała do województwa leszczyńskiego. W 2011 Nowe Oborzyska liczyły 287 mieszkańców.